# Juan Martínez Alcalde
Juan Martínez Alcalde (Sevilla, 18 de diciembre de 1948-ibídem, 15 de octubre de 2014), fue un historiador, escritor y cofrade sevillano. Ha sido reconocido por ser uno de los principales investigadores que gracias a sus obras contribuyeron al renacer de las Hermandades de Gloria en Sevilla.

## Biografía
Aprendió las primeras letras en el colegio de las monjas del Santo Ángel, en la calle San José de Sevilla. A los siete años de edad perdió el oído, lo cual dificultó gravemente su enseñanza secundaria, que en la práctica casi no existió, hallando compensación en toda clase de lecturas y libros. Con la ayuda (entonces innovadora) de un audífono, pudo ingresar más tarde en el Colegio San Francisco de Paula, del cual se le recuerda por las excelentes calificaciones y el cariñoso trato dispensado por los profesores don Germán, don José y don Luis Rey, don Luis González, don Anuario, don Miguel...
Pasó la prueba preuniversitaria con el grado de notable y se matriculó en la carrera de Historia del Arte en la Universidad de Sevilla, a cuya primera promoción sevillana pertenece. Finalizada en 1971 esa especialidad, ya entonces comenzó su intensa serie de publicaciones. Realizó prácticas en los dos museos hispalenses de Bellas Artes y Arqueológico, y participó en varias excavaciones (Huerta del Rey, Carmona, Carteia). Dos grandes catedráticos le dejaron especial huella: don Antonio Sancho Corbacho y doña Concepción Fernández Chicarro, a los cuales evoca con veneración. En 1975-76 preparó oposiciones y obtuvo plaza de funcionario de un organismo estatal, en cuyos sucesivos destinos rozaba ya el umbral jubilatorio hasta pocos días antes de caer enfermo, tras 36 años de servicio.
Viajó por múltiples países, visitando sus museos y monumentos artísticos. Una de sus máximas experiencias vitales fue acudir en 2007 a Venezuela, para participar en las conmemoraciones jubilares con que la ciudad de Barquisimeto honró a la Divina Pastora, advocación de origen sevillano. Allí, como los otros tres representantes de la Primitiva Hermandad, recibió una distinción honorífica (condecoración Monseñor Enrique María Dubuc Moreno), otorgada por Monseñor Tulio Manuel Chirivella, arzobispo de Barquisimeto. Además, tiene concedido el Nazareno de Plata, por el Consejo de Cofradías hispalense.
El cabildo de oficiales de la Hermandad de la Virgen del Amparo acordó por unanimidad dirigirse a ese mismo Consejo para iniciar los trámites oportunos con el Ayuntamiento de Sevilla para que le sea concedida una calle al autor, por su continua tarea de divulgación de las Hermandades de Gloria. Una tarea donde los tres volúmenes Anales histórico-artísticos de las hermandades de gloria de Sevilla(2011), marcan, sin duda, la culminación.
En noviembre de 2013, a escasas semanas de su cumpleaños y su soñada jubilación, cayó gravemente enfermo de un linfoma difuso de las células mayores, permaneciendo en la Unidad de Cuidados Intensivos durante un mes y medio y posteriormente, en el hospital hasta el 11 de marzo de 2014, fecha en la que volvió a casa para iniciar una pronta recuperación y vivir con intensidad y entusiasmo los últimos meses de vida, ya que el 15 de octubre falleció en el Hospital Virgen del Rocío de Sevilla. 
Durante los meses de recuperación, tuvo tiempo de terminar las obras que tenía pendiente y quedan por publicar, y pudo vivir cómo el teatro Lope de Vega de Sevilla se ponía en pie para recibirlo y otorgarle el Premio a la Investigación, por parte de Pasión en Sevilla, el 26 de marzo del mismo año. 
La capilla fúnebre, por propio deseo del autor, se instaló con todos los honores en la Capilla de la Divina Pastora de Santa Marina, en la calle Amparo; estando presente en señal de homenaje, insignias de múltiples hermandades de Glorias, en señal de agradecimiento por tantos años de entrega a ellas. 
Antes de proceder a su incineración, familiares y amigos, llevaron a hombros el féretro hasta la Iglesia de San Juan de la Palma, donde ante los titulares de la Hermandad de la Amargura, a la cual pertenecía, se rezó por su eterno descanso.

## Vida cofradiera
Su vocación cofradiera vino presentida ya desde el mismo día de su nacimiento, fiesta de la Expectación de Nuestra Señora. Fue bautizado en la parroquia del Divino Salvador, ante el Señor de Pasión, entre las efigies de la Virgen de las Aguas, de la Merced y del Voto, que marcarían el futuro tres puntos claves (principio, mitad y conclusión) para componer alfabéticamente su diccionario de la "Sevilla Mariana".
Por vinculación familiar, desde el primer momento fue apuntado en la Cofradía de la Amargura. En 1967, al fallecer su tío José Martínez Guirao (que había sido su "maestro cofradiero", como también lo fue por otro lado su tía María Alcalde García), ingresó como recuerdo de aquel en la Hermandad de la Divina Pastora y Santa Marina. Otra corporación a la cual pertenece es la modesta pero entrañable Hermandad de la Virgen de la Antigua en el Salvador. 
Fue el primer sevillano que se dedicó a divulgar las Hermandades de Gloria, muy decaídas durante los años sesenta, preocupándose por sistematizar y por recopilar cuanto se sabía sobre ellas, y por buscar en archivos, actas o hemerotecas nuevos datos. Fruto de ese desvelo fue su libro del año 1988 sobre dichas Hermandades, que marcó un hito trascendental en orden a revalorizarlas y que en 2011, incrementó de forma espectacular en tres volúmenes, culminando así un largo e indesmayable proceso, fruto de toda una vida.
En 1974, con tan sólo 26 años, fue cronista de la coronación de la Virgen de la Hiniesta (otro acto cuya memoria quiso reivindicar, pues llevaba bastante tiempo olvidado), y en el libro de 1988 propuso por primera vez la coronación canónica de la Pura y Limpia, que también se llevaría felizmente a efecto años más tarde.
Gran aficionado a la fotografía, en cuya modalidad obtuvo numerosos premios, reunió un archivo que le ha servido como soporte para ilustrar sus escritos y publicaciones, iniciando así en el Boletín de las Cofradías la sección "Documento Gráfico".
Otra de sus aficiones, cultivada desde la niñez, es construir miniaturas, belenes y pequeñas obras artesanales. Sus continuas visitas a los talleres de los grandes imagineros le honraron con el conocimiento de insignes maestros históricos, ya en la fase final de su carrera, como Sebastián Santos, Illanes, Buiza u Ortega Bru, de quienes posee preciados recuerdos.
Además de las Hermandades y Cofradías hispalenses, sentía un particular interés por el resto de Andalucía y España, procuró siempre estar informado sobre ellas o acudir a algunos actos especiales, siempre que las circunstancias lo permitían.

## Algunas publicaciones
- Hermandades de Gloria de Sevilla. La historia, el patrimonio y sus imágenes. (1988)
- (reedición: Anales histórico-artísticos de las hermandades de gloria de Sevilla. (2011)
- La virgen de los Reyes. Sevilla. Revista Miriam. (1989.)
- Imágenes sevillanas de la Virgen Revista Miriam (1991)
- Sevilla Mariana. Ediciones Guadalquivir.
- Apuntes históricos y artísticos de la Primitiva Hermandad de la Divina Pastora y santa Marina. Ayuntamiento de Sevilla. 978-84-96098-64-0. (2006)
- Imágenes pasionistas de Sevilla que no procesionan. Mundo Cofrade.(2009)

- Datos: Q20016996
- Multimedia: Juan Martínez Alcalde / Q20016996